# 黃注
黃注（1505年—？），字汝霖，江西贛州府信豐縣人，軍籍，明朝政治人物。

## 生平
江西鄉試第二十五名舉人。嘉靖十七年（1538年）中式戊戌科會試第二百七名，登第三甲第三十六名進士。十八年任浙江长兴县知县，升吏部主事。二十年十二月以赃私被讦而被罢黜。忧愤成疾，数年后病逝。著有《小峰集》。

## 家族
曾祖黃鼎；祖父黃學，義官；父黃稅，歲貢生。母甘氏。永感下。兄黄浔、黄淇。弟黄汴、黄流、黄渚。子黄芝、黄苕。